# 爆音少女症候群
爆音少女症候群（ばくおんドールズシンドローム、Bakuon Dolls Syndrome）は、日本の女性2人組のアイドルユニット。通称 爆シン。2014年2月1日から都内を中心に活動開始。結成当初はサウンドクリエイターのMurakami Hirokazuがプロデューサーをしていたが、現在はメンバーがセルフプロデュースを行っている。ライブを『カウンセリング』、ファンを『クランケ（患者）』と呼ぶ。

## 概要
サウンドクリエイターのMurakami Hirokazuと諸田英慈により企画されたヘヴィーで攻撃的なロックバンドが母体のハイブリッドアイドルユニット。

ロックバンド『爆音少女症候群』は激しいロックを基調に『多様なジャンルを取り入れる、アイドル性を合わせ持ったバンド』というコンセプトで企画されたが、バンドとしての活動実績はない。

「心の病みを照らします」をキャッチコピーに、メンバーは黒いナース服をイメージした衣装を着用しており、ライブを『カウンセリング』、ファンを『クランケ（患者）』と呼ぶ。カウンセリング終了時の挨拶ではメンバーからの「それでは皆さん、お大事に」に対して、クランケの「お前もな」と返すのが定番となっている。

杉並区阿佐ヶ谷にある『阿佐ヶ谷家劇場』を中心にカウンセリングを行っていたが、その他都内のライブハウスで開催されるアイドルライブにも多く参加している。

2016年4月1日にブルー・ミュージックエンタテインメントとアーティスト契約し、同年7月20日にポニーキャニオンからメジャーデビュー。

## メンバー
| 名前                          | 誕生日  | イメージカラー   | イメージカラー | 血液型 | キャッチフレーズ                                               | 愛称       |
| ----------------------------- | ------- | ---------------- | -------------- | ------ | -------------------------------------------------------------- | ---------- |
| 天音 凛 （あまね りん）       | 3月3日  | ローズピンク     |                | Ｂ型   | りんりんりんにしてやんよ！ 甘くてダークなお姫様担当            | りんたん   |
| 上原 栞音 （うえはら かのん） | 9月28日 | ミルキーホワイト |                | Ｂ型   | 見～つけた♡ゲームの中では殺戮厨 のんびりじゃないマイペース担当 | のんちゃん |

### 元メンバー
麻生Urara玲菜
イメージカラーはバイオレット  　、2014年2月1日脱退。
イマママmayu
イメージカラーはアリスライトブルー  　、2014年6月29日脱退。
一ノ瀬さとみ
イメージカラーはスカーレット  　、2015年5月31日脱退。
斎藤 美良
イメージカラーはアネモネ（紫）  　、2016年2月6日解雇。
月城 ひまり
イメージカラーはミモザ  　、2016年12月30日脱退。

## 来歴

### 2013年
- 11月1日、オーディション開始。
- 12月12日、メンバー発表。メンバー初顔合わせ。
- 12月26日、Ustreamにて『爆トーク♪』配信開始。メンバーの声が初めて生で配信された。

### 2014年
- 1月18日、阿佐ヶ谷家劇場にてアコースティックライブに参加。メンバー生初披露。
- 1月27日、『Make you ラビリンス』がyoutubeで公開される。
- 2月1日、新宿レッドノーズにてカウンセリング。本格的活動開始。麻生Urara玲菜が脱退。
- 2月8日、大雪の中、阿佐ヶ谷家劇場にてカウンセリング。定期カウンセリング Vol.1。（以後、不定期に実施していたが2015年10月10日より第2、第4土曜日に固定）
- 2月16日、阿佐ヶ谷家劇場にてカウンセリング。バレンタインイベント『愛のましゅまろセラピー』。
- 2月16日、シングル『Crazy Strawberry』の無料配布開始 。
- 2月27日、東京女子プロレス渋谷大会（渋谷エンタメステージ）にてカウンセリング。
- 3月1日、阿佐ヶ谷家劇場にてUstream『24時間ここにいる意味』生配信。配信中に3回のゲリラカウンセリングを行う。このUstreamの内容が編集されてDVDで発売されることになった。
- 4月12日、13日、阿佐ヶ谷家劇場にて『月城ひまり爆誕祭 2days』。（他メンバーの体調不良により当初予定の3月22日より延期）
- 5月3日、山下公園で行われたヨコハマカワイイパークにてカワイイパレードの行進に参加。
- 6月7日、日比谷野外小音楽堂にて初の野外カウンセリング。『Good Idol Music Vol.19特別版』。
- 6月19日、公式ブログにてメインボーカルのイマママmayuの脱退報告。それに伴い、「24時間配信時のDVD発売中止」、「1stシングル発売延期」、「6月19日より新メンバーのオーディション開始」、「6月30日よりライブ活動休止」が発表された。
- 6月22日、コジマミノリによる『Crazy Strawberry』のREMIX ver.『Crazy Strawberry MinoRemix』がYoutubeで公開。
- 6月29日、阿佐ヶ谷家劇場にて『イマママmayu 卒業公演』。イマママmayuが脱退。
- 7月4日、Youtubeに『爆音少女症候群メンバー追加オーディション デモ音源』が公開される。
- 7月12日、阿佐ヶ谷家劇場にて『爆音ナースアカデミー Vol.1』[2]ライブ活動休止期間中のイベントとして公開レッスンが行われた。（以後、活動再開後も不定期に実施）
- 8月20日、『爆トーク♪』にて新メンバーとして天音凛が加入することが発表された。
- 8月21日、月城ひまりがCMソングを歌っているセガトイズの「ミニデリシャス」のTVCM公開。
- 8月31日、阿佐ヶ谷家劇場にて『納涼オフ会～夏のホームパーティー～』を開催。新メンバー天音凛のお披露目。
- 9月6日、設立時より協力して運営してきたディレクターの諸田英慈がスタッフから離れることをtwitterで発表。
- 9月15日、阿佐ヶ谷家劇場にて本格的なライブ活動復帰へのリハビリとして『ぷちカウンセリング』が行われた。
- 9月17日、秋葉原ネ申タワーにて『MC kennyのニコ生(仮）』に出演。
- 10月8日、約3ヶ月半の充電期間を経て、『えびすまつり Vol.153』にて本格的再始動。
- 10月11日、阿佐ヶ谷家劇場にて『一ノ瀬さとみ爆誕祭』。
- 10月16日、一ノ瀬さとみがPUPA[3]舞台『オリオンからの手紙～KOKUHAKU～』に出演。
- 10月31日、阿佐ヶ谷家劇場にてカウンセリング。ハロウィンイベント『悪魔のましゅまろセラピー』。
- 11月19日、月城ひまりが『TK state×paracas collection chapter14』（青山Velours）にファッションモデルとして出演。
- 11月20日、『えびすまつり Vol.164』にて新メンバーとして上原栞音が加入することが発表された。
- 11月22日、1st Single『Make you ラビリンス』発売。
- 12月3日～7日、一ノ瀬さとみがPUPA舞台『56.W.X-ぼくのサンタクロース-』[4]に出演。
- 12月13日、阿佐ヶ谷家劇場での定期カウンセリングにて、メンバーによる『Murakamiプロデューサーのサプライズバースデーイベント』が行われた。
- 12月26日、公式ブログにて一ノ瀬さとみの活動休止が発表された。
- 12月31日〜1月1日、『えびすまつりカウントダウンライブ』に参加。

### 2015年
- 1月10日、一ノ瀬さとみが『元祖!大食い王決定戦～新女王発掘戦～』の静岡予選に出場。（撮影は活動休止前）
- 1月18日、シアターGロッソにてカウンセリング。『LOVE MAX祭』。
- 2月7日、阿佐ヶ谷家劇場にてカウンセリング。1周年記念イベント『1st.Anniversary』。活動休止中の一ノ瀬さとみが4月中旬に復帰することが発表された。
- 2月11日、阿佐ヶ谷家劇場にてカウンセリング。バレンタインイベント『愛のましゅまろセラピー』。
- 2月14日、上原栞音が『歌姫LEGEND』（新宿 DREAM STORE）にソロ出演。爆音少女症候群への加入後は初のソロ出演。
- 2月22日、阿佐ヶ谷家劇場にてカウンセリング。『にゃんにゃんリフレクソロジー』。メンバーからハンドクリーム＆ハンドマッサージの特典付イベント。
- 2月28日、阿佐ヶ谷家劇場にて『天音凛爆誕祭』。
- 3月9日、ぴなスタ(秋葉原ぴなふぉあ３号店隣)にて『AMiE ch(仮)』に出演（Ustream公開生放送イベント）。
- 3月10日、新宿Birthにて『SMILE UP JAM』（東日本大震災のチャリティーイベント）。和太鼓パフォーマー 無限と共演。
- 3月17日、月城ひまりが『Next Gate Collection』（ZEPP TOKYO）にファッションモデルとして出演。
- 4月4日、阿佐ヶ谷家劇場にて『月城ひまり爆誕祭』。
- 4月18日、阿佐ヶ谷家劇場にてAMiEとの協力トークイベント「おしゃ6 Vol.1」。（以後、阿佐ヶ谷家劇場とぴなスタで開催）
- 4月19日、テレビ埼玉「お～でぃえんすＶ」にてライブ映像が放映された。
- 4月25日、阿佐ヶ谷家劇場にて一ノ瀬さとみ復活祭『復活の「Fxxk」』。一ノ瀬さとみが活動再開。
- 5月3日、山下公園で行われたヨコハマカワイイパークにてカワイイパレードの行進に参加。
- 5月3日、『56.W.X-ぼくのサンタクロース-』 DVD発売記念イベント（原宿The-Sad-Cafe STUDIO）に一ノ瀬さとみが出演。
- 5月31日、阿佐ヶ谷家劇場にて『緊急特別ライブ』。一ノ瀬さとみが脱退報告。長期体調不良の療養に専念するために同日付で脱退。
- 6月3日、新メンバー募集用の参考映像として『Secret lovers』のライブ映像をYoutubeで配信。
- 6月5日、川崎クラブチッタにて『GERU-C閣下 presents アイドルCAMP SPECIAL EDITION～vol.2』。チッタのメインステージに初めて立つ。
- 6月6日、北参道放送局から『爆阿弥捜査一課（第1回）』をニコ生で配信開始（毎月第1土曜 14:30-）[5]。
- 6月17日～21日、上原栞音が劇団軌跡舞台『見果てぬ夢』（笹塚ファクトリー）に出演（ダブルキャスト）。
- 6月27日、阿佐ヶ谷家劇場にて『定期カウンセリング Vol.16』。出禁者が出たことにまつわる問題で、座談会『愛とアイドルとヲタク』[6]を開催。出禁経緯、レギュレーションの再確認等をプロデューサーのMurakamiが説明。
- 7月15日～19日、月城ひまりがPUPA舞台『イツツメキセツ』（TACCS1179）に出演。
- 7月20日、『SMILE UP JAM vol.4～東日本震災復興支援チャリティーイベント～』にてバンド演奏[7]によるパフォーマンスを披露。
- 8月29日、『新人ナースお披露目カウンセリング』にて新メンバーとして斎藤美良が加入することが発表された。
- 8月30日、AMiEと合同オフ会『爆阿弥BBQ集会』を開催。
- 9月2日、9月4日、AMiEの『ビリーブミー』のMVに『ビリーブミー AMiE feat.爆音少女症候群』として参加。撮影の様子をイベントとして公開。
- 9月11日、2nd Single『裏切りBaD Story』発売。
- 9月13日～10月2日、初の遠征・ツアー『#Poor Nurse Conduct #1』を実施。大阪を皮切りに東京まで自転車を使って移動。（自転車移動は諸事情により企画半ばで中止）
- 10月2日、新宿DREAMSTOREにて『Poor Nurse Conduct #1 Final ～断罪のＭ～』。ツアーファイナルイベント。自転車ツアーを途中で断念した責任をとり、Murakamiの断髪式が行われた。
- 10月4日、阿佐ヶ谷家劇場にて『上原栞音爆誕祭』。
- 10月11日、阿佐ヶ谷家劇場にて『ICU case1』。（以後、不定期に開催）[8]
- 10月25日、阿佐ヶ谷家劇場にてカウンセリング。ハロウィンイベント『悪魔のましゅまろセラピー』。
- 10月26日、テレビ東京「YOUは何しに日本へ？」にてライブ映像が放映された。
- 11月6日、阿佐ヶ谷家劇場にて『脱力そろじぃ。1』。（以後、不定期に開催）[9]
- 11月15日、テレビ埼玉「あッぴ～るＸ」に出演。レギュラーコーナーにAMiEとともに出演。初のテレビレギュラー。
- 11月17日、ニコニコ生放送「ワンパンマン ハチャカ特番」に上原栞音がゲスト出演。
- 11月21日、「ONE PUNCH MANハチャメチャカードゲーム」の発売記念イベントに上原栞音がＭＣとして出演。
- 11月29日、目黒ライブステーションにてカウンセリング。『HERNIA FEST. 2015』。
- 12月5日、阿佐ヶ谷家劇場にて『斎藤美良爆誕祭』。
- 12月9日～13日、上原栞音が劇団軌跡舞台『淑女(レディ)のお作法』（大塚・萬劇場）に出演（主演）。
- 12月12日、大阪心斎橋の４つのライブハウスにて開催される『FM OSAKA presents MAWA LOOP2015』に出演。
- 12月13日、心斎橋VARONにて『MAWA LOOP2015後夜祭【AFTER EDITION in VARON】』に出演。
- 12月23日、『イツツメキセツ』DVD発売記念イベント＆X’masイベント（代々木muse）に月城ひまりが出演。
- 12月25日、阿佐ヶ谷家劇場にてカウンセリング。クリスマスイベント『メリクリカウンセリング2015』。
- 12月30日、阿佐ヶ谷家劇場にて『オフ会的忘年会』。

### 2016年
- 1月3日、阿佐ヶ谷家劇場にてカウンセリング。新春爆音カウンセリング「初」2016 『～ゲネパdeもちパ～』。ライブ終了後、メンバーとともに餅を食べるオフ会を開催。
- 2月6日、斎藤美良が脱退。爆音少女症候群メンバーとしての活動理念に反した自覚に欠ける行動が判明した為、解雇。
- 2月6日、7日、阿佐ヶ谷家劇場にてカウンセリング。2周年記念イベント『2nd.Anniversary』。
- 2月12日、吉祥寺CLUB SEATAにてカウンセリング。『フリージアとショコラ2016』。
- 2月14日、阿佐ヶ谷家劇場にてバレンタインイベント『爆阿弥ちよこれいと』をAMiEと共同開催。深夜0時開演、明朝6時くらいまで。
- 2月27日、AmebaFRESH!の『ライブアイドル名鑑』に出演。
- 3月5日、阿佐ヶ谷家劇場にて『天音凛おたおめカウンセリング』。
- 3月12日、新宿MARZにて月城ひまり・天音凛合同生誕記念イベント『爆誕祭〜祝ってくれなきゃ病んじゃうもん〜』。阿佐ヶ谷家劇場以外での初の爆誕祭。
- 3月12日、阿佐ヶ谷家劇場にて月城ひまり・天音凛合同生誕記念イベント『爆夜祭～ひまちゃんりんちゃんお疲れ会〜』ミニライブおよびオフ会。
- 3月19日、阿佐ヶ谷家劇場にて『月城ひまりおたおめカウンセリング』。
- 3月21日、新木場STUDIO COASTにてカウンセリング。『アイドル甲子園FESTIVAL』。
- 4月1日、株式会社ブルー・ミュージックエンタテインメントのアーティスト契約することが発表された。同時に所属第一弾となるCD（株式会社ブルー・ミュージックエンタテインメント／株式会社ポニーキャニオン）が7月にリリースされることが発表された。
- 4月10日、AmebaFRESH!でレギュラー番組『爆✙診療病棟22時』が放送開始（毎週日曜 22:00-23:00）[10]。
- 4月12日、月城ひまりが医師より激しい運動禁止の診断を受けた為、しばらくの間、ライブ活動を休むことが発表された。（番組等には出演）
- 4月16日、上原栞音のレギュラーＭＣによるAmebaFRESH!の『ライブアイドル名鑑』が放送開始（毎週土曜 22:00-23:00）[11]。
- 6月6日、阿佐ヶ谷家劇場にて『AbemaTV FRESH!ライブアイドル名鑑 プレゼンツ Vol.1 アイドルライブ』。ブルーミュージックとBDS RECORDSの協働主催ライブ。
- 6月9日～12日、上原栞音が劇団軌跡舞台『いやいやながらデザイナーに』（TACCS1179）に出演（ダブルキャスト）。
- 6月14日、浦和ナルシスにて『爆音少女音楽会 Vol.1』。メジャーリリース直前ファンミーティング＋プチワンマンライブ。
- 7月1日、月城ひまりが『メイクやファッションを参考にしているアイドルランキング！』（企画：UNIDOL実行委員会）[12]の62位にランクイン。
- 7月1日、上原栞音がスマホアプリ『ポップイRPG』の公式プレイヤーに就任。
- 7月2日、月城ひまりが「チーム赤坂」のメンバーとしても活動開始。
- 7月2日、『ライブアイドル名鑑』のMCがチーム赤坂となり、月城ひまりが担当となる。
- 7月10日、目黒鹿鳴館『目黒爆弾娘』にて月城ひまりが7月14日からライブに復帰することが発表された。
- 7月14日、浦和ナルシスにて『爆音少女音楽会 Vol.2』。このライブから月城ひまりが復帰。
- 7月14日、『爆音少女音楽会 Vol.2』にて、Murakami Hirokazuがプロデューサーを離れ、今後はメンバーがセルフプロデュースで運営することが発表された。それに伴い、その準備期間として、7月29日から9月中旬まで活動休止することがあわせて発表された。
- 7月20日、ポニーキャニオンよりメジャーデビューアルバム『爆音診察処方曲』発売。
- 7月24日、秋葉原 Seventh Heavenにて、爆音少女症候群主催 メイドコンセプトカフェ『萌え♡萌え??ほすぴたるかふぇ』を当日のみ限定でオープン。メンバーがメイドとしてお給仕。
- 7月28日、浦和ナルシスにて『爆音少女音楽会 Vol.3』。このライブ以降、ライブ活動を休止。
- 8月1日、月城ひまり、天音凛が、上原栞音が所属していたエーエス企画に所属となった。
- 9月13日、株式会社ガンバレルのサイトにポップイRPG公式プレイヤー公式プレイヤーとして、上原栞音のインタビューが掲載された。[13]
- 9月18日、東京ゲームショウのガンバレルブースに上原栞音がポップイRPG公式プレイヤーとして出演。
- 9月25日、浦和ナルシス『DIRTY BEAT SHUFFLE』にて天音凛、上原栞音の2名で活動再開。
- 10月25日、阿佐ヶ谷家劇場『秋ノ月夜ハ闇深イ』にて月城ひまりが活動再開。
- 11月12日、代々木Barbaraにて『LiLee+phallus定期公演 りりたるふぁるすと一緒にやりまshow その1』に月城ひまりが首輪女子バンドのメンバーとして出演。
- 11月20日、月城ひまりが12月30日をもって、脱退することがTwitterで発表された。
- 11月27日、大塚 Belle via Tokyoにて、爆音少女症候群主催 コンセプトカフェ『紅葉茶屋』を当日のみ限定でオープン。メンバーがお給仕。
- 11月30日、浦和ナルシスにて『爆音少女症候群主催 Ⅸ番目の ジャック・オー・ランタン』。1ヶ月遅れのハロウィンイベント。
- 12月16日、浦和ナルシスにて『爆音少女症候群定期主催カウンセリングvol.3～月城ひまり最後のナースウィッチ～』。
- 12月23日、新木場STUDIO COASTにてカウンセリング。『クリフェス2016』。
- 12月25日、阿佐ヶ谷家劇場にてカウンセリング。『爆音少女とX'mas一緒に過ごそ？』。ライブ終了後にオフ会を実施。
- 12月30日、阿佐ヶ谷家劇場にてカウンセリング。『月城ひまり卒業カウンセリング　ワルプルギスの夜』。月城ひまりが脱退。
- 12月30日、阿佐ヶ谷家劇場にて『本年も大変お世話になりました!!2016年について語り合い2017年について語り合う会(仮)』。忘年会オフ会。

### 2017年
- 1月3日、都内某所にて『新春 初詣イベント』。初詣後、阿佐ヶ谷家劇場にてメンバーとともに餅を食べるオフ会。
- 1月6日、浦和ナルシスにてカウンセリング。『定期カウンセリングvol.3 ～新春 爆神神社⛩お正月はアニソンで……!?～』。
- 1月28日、天音凛、上原栞音が劇団軌跡ミニシアター番外公演 vol.3『かるてっと』（スタジオドラゴンカフェ）に出演。
- 2月15日、浦和ナルシスにてカウンセリング。『定期カウンセリングvol.4 ～先輩..。ずっとずっと…～』。
- 3月25日、浦和ナルシスにて「天音凛・上原栞音合同爆誕祭」を開催。阿佐ヶ谷家劇場を除くと初のワンマンライブ。
- 4月7日、浦和ナルシスにてカウンセリング。『定期カウンセリングvol.5 ～診察室とYシャツと私～』。
- 4月15日、大阪長堀橋WAXXにてカウンセリング。『少女第九楽章-ガールズアンセム-主催 円卓の狂詩曲-ラプソディー- Vol.13』第1部、第2部。セルフプロデュース後、初の大阪遠征。
- 4月16日、大須Dt.BLDにてカウンセリング。『WILL 1stONEMAN TOUR  Let It All Out』。セルフプロデュース後、初の名古屋遠征。
- 5月6日、武道館アイドル博2017（東京・日本武道館）に出演[14]。
- 5月17日、浦和ナルシスにてカウンセリング。『定期カウンセリングvol.6 你好♥️爆心飯店♥️我愛你』。第1部プチワンマン、第2部メンバー、手作り料理によるファンミーティング。
- 6月7日～11日、上原栞音が劇団軌跡舞台『おい！オヤジ。』（萬劇場）に出演（ダブルキャスト）。
- 6月28日、浦和ナルシスにてカウンセリング。『定期カウンセリングvol.7』。
- 7月7日～8日、阿佐ヶ谷家劇場にて『短冊に願いを込めて』～七夕オフ会～。

## 出演

### テレビ
- 元祖!大食い王決定戦～新女王発掘戦～（テレビ東京、2015年1月10日）静岡予選に一ノ瀬さとみが出場
- お〜でぃえんすＶ（テレビ埼玉、2015年4月19日、2015年9月21日、2015年10月18日）ライブ映像、コーナー出演
- あッぴ～るＸ（テレビ埼玉、2015年11月15日）コーナー出演

### ラジオ
- サタマニ2ndシーズン うたかたRADIO（RainbowFM 79.2MHz、2014年1月11日）一ノ瀬さとみ出演
- サタマニ2ndシーズン うたかたRADIO（RainbowFM 79.2MHz、2014年2月8日、2014年3月8日）イマママmayu出演
- Ninja大和（FM YAMATO 77.7MHz、2016年1月24日）上原栞音、天音凛出演
- Ninja大和（FM YAMATO 77.7MHz、2016年1月31日）月城ひまり、斎藤美良出演

### ネット番組
- 爆阿弥捜査一課（北参道放送局、2015年6月5日-7月4日 毎月第１土曜14:30-15:30）- トーク
- ライブアイドル名鑑（AmebaFRESH!、2016年2月27日）- ゲスト、トーク
- 爆✙診療病棟22時（AmebaFRESH!、2016年4月10日-7月31日　毎週日曜日22:00-23:00）- トーク
- ライブアイドル名鑑（AmebaFRESH!、2016年4月16日-7月30日　毎週土曜日22:00-23:00）- トーク（ＭＣ：上原栞音（4月16日-6月4日、6月18日-25日）、天音凛（6月11日）、月城ひまり（7月2日-7月30日）

## 1st.TOUR「Poor Nurse Conduct #1」
2nd シングル「裏切りBaD Story」の発売（9月11日）を機に、大阪から自転車に乗り、２週間かけて東京へ戻ってくるというサバイバルツアー。

各地でライブおよび宣伝活動等をしながら東京を目指すことを目的としていた。

当初、メンバー全員の４人（月城ひまり、天音凛、上原栞音、斎藤美良）で大阪から東京を目指す予定であったが、他の仕事の都合により上原栞音はツアーの途中から参加することになった。しかし、自転車での帰還が志半ばで終了したことにより、上原栞音の自転車での参戦は実現しなかった。ただし、ステージに関しては9月15日の京都のみ上原栞音がスポット参戦している。

なお、このツアーは「準備不足」「運用資金不足」「メンバーの体力低下」「体力低下による怪我」「怪我による運動能力の低下」を理由に9月23日に静岡県島田市野田で、自転車での移動を終了し、東京に伴走車で戻ってきている。

### ツアー日程
ツアー期間：2015年9月13日(日)～10月2日(金)
| 公演日      | 地域     | 会場               | 出演ライブ                                             | 都市間移動距離 |
| ----------- | -------- | ------------------ | ------------------------------------------------------ | -------------- |
| 9月13日(日) | 大阪     | 京橋ism            | マジックカーペットライド＃254                          | ―              |
| 9月14日(月) | 大阪     | ―                  | レコーディング、フライヤー配り                         | ―              |
| 9月15日(火) | 京都     | VOXhall            | 仮面女子☆ツアー〜さいたまスーパーアリーナへの道〜VOL.4 | 45km           |
| 9月16日(水) | 彦根     | ―                  | 移動                                                   | 70km           |
| 9月17日(木) | 岐阜     | ―                  | 移動                                                   | 55km           |
| 9月18日(金) | 名古屋   | RADHALL            | バズ☆ドリームライブvol.1                               | 35km           |
| 9月19日(土) | 名古屋   | 金山CLUB SARU      | Rock’n IdoRoll Vo.14                                   | ―              |
| 9月19日(土) | 名古屋   | 金山CLUB SARU      | Rock’n IdoRoll Vo.14～Night～                          | ―              |
| 9月20日(日) | 名古屋   | 東建ホール・丸の内 | IDOL CLEAN LIVE NAGOYA                                 | ―              |
| 9月21日(月) | 岡崎     | CAM HALL           | ―                                                      | 45+70km        |
| 9月22日(火) | 浜松     | ―                  | 移動                                                   | 60km           |
| 9月23日(水) | 野田     | ―                  | 移動（自転車での移動をここで断念）                     | ―              |
| 9月27日(日) | 阿佐ヶ谷 | 阿佐ヶ谷家劇場     | Poor Nurse Conduct                                     | ―              |
| 9月30日(水) | 新宿     | 新宿MARZ           | Room iDOL Vol.22                                       | ―              |
| 10月2日(金) | 新宿     | DREAMSTORE         | Poor Nurse Conduct #1 Final ～断罪のＭ～               | ―              |